# Themeda triandra
Themeda triandra — вид трав'янистих рослин з родини злакові (Poaceae).

## Поширення
Вид поширений в Африці, Азії, Австралії та на островах Тихого океану. Росте переважно на луках і відкритих лісах. Вид переносить широкий діапазон ґрунтів, але найчастіше трапляється у вологих мікрокліматах, таких як узбіччя доріг та узлісся. У Східній Африці ця трава є панівним видом на луках на висоті 1200—2000 метрів.

## Опис
Багаторічна трава, яка сягає до 1,5 м заввишки, росте купинами шириною до 0,5 м. Вузьке листя виростає до 0,5 м в довжину і зелене влітку змінюється на солом'яний колір взимку. Насіннєва голівка велика, часто червоно-коричнева і складається зі скупчених колосків.